# Сольєр-Сардьєр
Сольє́р-Сардьє́р (фр. Sollières-Sardières) — колишній муніципалітет у Франції, у регіоні Овернь-Рона-Альпи, департамент Савоя. Населення — 188 осіб (2011).
Муніципалітет був розташований на відстані близько 530 км на південний схід від Парижа, 165 км на схід від Ліона, 80 км на південний схід від Шамбері.

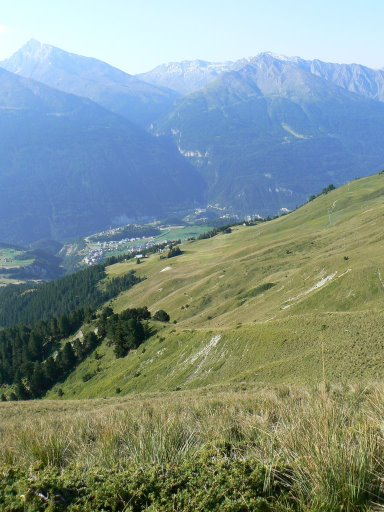

## Історія
До 2015 року муніципалітет перебував у складі регіону Рона-Альпи. Від 1 січня 2016 року належав до нового об'єднаного регіону Овернь-Рона-Альпи.
1 січня 2017 року Сольєр-Сардьєр, Браман, Ланлебур-Мон-Сені, Ланлевіллар i Терміньон було об'єднано в новий муніципалітет Валь-Сені.

## Демографія
Динаміка населення (INSEE ):
Розподіл населення за віком та статтю (2006):
| Стать | Всього | До 15 років | 15-24 | 25-44 | 45-64 | 65-85 | Понад 85 |
| --- | ------ | ----------- | ----- | ----- | ----- | ----- | -------- |
| Чоловіки | 96     | 20          | 4     | 36    | 24    | 12    | 0        |
| Жінки | 96     | 12          | 8     | 32    | 16    | 24    | 4        |
| \| Статево-вікова піраміда \| Статево-вікова піраміда \| Статево-вікова піраміда \| \| ----------------------- \| ----------------------- \| ----------------------- \| \| Чоловіки \| Вік \| Жінки \| \| 0 \| 85 + \| 4 \| \| 4 \| 80-84 \| 4 \| \| 4 \| 75-79 \| 8 \| \| 4 \| 70-74 \| 4 \| \| 0 \| 65-69 \| 8 \| \| 12 \| 60-64 \| 0 \| \| 8 \| 55-59 \| 8 \| \| 4 \| 50-54 \| 4 \| \| 0 \| 45-49 \| 4 \| \| 8 \| 40-44 \| 0 \| \| 0 \| 35-39 \| 8 \| \| 20 \| 30-34 \| 12 \| \| 8 \| 25-29 \| 12 \| \| 0 \| 20-24 \| 0 \| \| 4 \| 15-20 \| 8 \| \| 8 \| 10-14 \| 4 \| \| 4 \| 5-9 \| 8 \| \| 8 \| 0-4 \| 0 \| |        |             |       |       |       |       |          |
| Статево-вікова піраміда |        |             |       |       |       |       |          |
| Чоловіки | Вік    | Жінки       |       |       |       |       |          |
| 0 | 85 +   | 4           |       |       |       |       |          |
| 4 | 80-84  | 4           |       |       |       |       |          |
| 4 | 75-79  | 8           |       |       |       |       |          |
| 4 | 70-74  | 4           |       |       |       |       |          |
| 0 | 65-69  | 8           |       |       |       |       |          |
| 12 | 60-64  | 0           |       |       |       |       |          |
| 8 | 55-59  | 8           |       |       |       |       |          |
| 4 | 50-54  | 4           |       |       |       |       |          |
| 0 | 45-49  | 4           |       |       |       |       |          |
| 8 | 40-44  | 0           |       |       |       |       |          |
| 0 | 35-39  | 8           |       |       |       |       |          |
| 20 | 30-34  | 12          |       |       |       |       |          |
| 8 | 25-29  | 12          |       |       |       |       |          |
| 0 | 20-24  | 0           |       |       |       |       |          |
| 4 | 15-20  | 8           |       |       |       |       |          |
| 8 | 10-14  | 4           |       |       |       |       |          |
| 4 | 5-9    | 8           |       |       |       |       |          |
| 8 | 0-4    | 0           |       |       |       |       |          |

## Економіка
2010 року серед 129 осіб працездатного віку (15—64 років) 102 були активними, 27 — неактивними (показник активності 79,1%, у 1999 році було 78,2%). З 102 активних мешканців працювало 98 осіб (58 чоловіків та 40 жінок), безробітними було 4 (0 чоловіків та 4 жінки). Серед 27 неактивних 7 осіб було учнями чи студентами, 14 — пенсіонерами, 6 були неактивними з інших причин.

У 2010 році в муніципалітеті числилось 82 оподатковані домогосподарства, у яких проживали 177,5 особи, медіана доходів виносила 17 117 євро на одного особоспоживача